# Sphagnum platyphylloideum
Sphagnum platyphylloideum är en bladmossart som beskrevs av Warnstorf in Brotherus 1891. Sphagnum platyphylloideum ingår i släktet vitmossor, och familjen Sphagnaceae. Inga underarter finns listade i Catalogue of Life.